# 헬스 키친 (1998년 영화)
헬스 키친(Hell's Kitchen)은 캐나다에서 제작된 토니 신시리피니 감독의 1998년 범죄, 드라마 영화이다. 로잔나 아퀘트 등이 주연으로 출연하였고 토니 신시리피니 등이 제작에 참여하였다.

## 출연

### 주연
- 로잔나 아퀘트
- 윌리엄 포사이스
- 안젤리나 졸리

### 조연
- 메키 파이퍼
- 조니 휘트워스
- 스티븐 페인
- 제이드 요커
- 마이클 니코로시
- 라이언 슬러터
- 마틴 쉐이카
- 스테폰 퓰러
- 댄 뮤지코
- 돈 월리스

## 제작진
- 라인프로듀서: 제이 캔놀드
- 협력프로듀서: 메리 조 슬래터
- 배역: 메러디스 제이콥슨